# Club Deportivo Mirandés 2020-2021
Questa voce raccoglie le informazioni riguardanti il Club Deportivo Mirandés nelle competizioni ufficiali della stagione 2020-2021.

## Maglie e sponsor
| Casa | Trasferta | Terza divisa |

## Rosa
| N. |                            | Ruolo | Calciatore            |
| -- | -------------------------- | ----- | --------------------- |
| 1  | Spagna (bandiera)          | P     | Limones (capitano)    |
| 2  | Rep. Dominicana (bandiera) | D     | Carlos Julio Martínez |
| 3  | Spagna (bandiera)          | D     | Javi Jiménez          |
| 4  | Spagna (bandiera)          | D     | Juan Berrocal         |
| 5  | Spagna (bandiera)          | D     | Dani Vivian           |
| 6  | Spagna (bandiera)          | C     | Álex López            |
| 7  | Spagna (bandiera)          | C     | Iván Martín           |
| 8  | Spagna (bandiera)          | C     | Antonio Caballero     |
| 9  | Spagna (bandiera)          | A     | Cristo González       |
| 10 | Marocco (bandiera)         | A     | Mohamed Ezzarfani     |
| 11 | Slovacchia (bandiera)      | C     | Erik Jirka            |
| 12 | Spagna (bandiera)          | P     | Raúl Lizoain          |
| 14 | Spagna (bandiera)          | C     | Javi Muñoz            |
| 16 | Spagna (bandiera)          | D     | Genaro Rodríguez      |
| 17 | Portogallo (bandiera)      | A     | Ricardo Schutte       |
| 18 | Spagna (bandiera)          | A     | Mario Barco           |

| N. |                                 | Ruolo | Calciatore       |
| -- | ------------------------------- | ----- | ---------------- |
| 20 | Spagna (bandiera)               | D     | Víctor Gómez     |
| 21 | Bosnia ed Erzegovina (bandiera) | D     | Bojan Letić      |
| 22 | Senegal (bandiera)              | A     | Nicolas Jackson  |
| 23 | Francia (bandiera)              | A     | Näis Djouahra    |
| 24 | Spagna (bandiera)               | D     | Pablo Trigueros  |
| 26 | Spagna (bandiera)               | D     | Mario Espinar    |
| 27 | Spagna (bandiera)               | D     | Mario García     |
| 28 | Spagna (bandiera)               | C     | Víctor Meseguer  |
| 29 | Spagna (bandiera)               | A     | Alfredo Sualdea  |
| 30 | Spagna (bandiera)               | D     | Carles Marco     |
| 31 | Spagna (bandiera)               | P     | Alberto González |
| 32 | Spagna (bandiera)               | D     | Rodrigo Esteban  |
| 33 | Spagna (bandiera)               | C     | Juan De La Mata  |
| 34 | Spagna (bandiera)               | A     | David Acedo      |
| 36 | Spagna (bandiera)               | C     | Pablo Martínez   |
| 39 | Spagna (bandiera)               | A     | Sergio Moreno    |